# Gaussicia
Gaussicia is een geslacht van kreeftachtigen uit de klasse van de Ostracoda (mosselkreeftjes).

## Soorten
- Gaussicia edentata (G.W. Müller, 1906)
- Gaussicia gaussi (G.W. Müller, 1908)
- Gaussicia incisa (G.W. Müller, 1906)
- Gaussicia subedentata (Gooday, 1976)